# Municipio de Rush (condado de Scioto)
El municipio de Rush (en inglés: Rush Township) es un municipio ubicado en el condado de Scioto en el estado estadounidense de Ohio. En el año 2010 tenía una población de 3171 habitantes y una densidad poblacional de 51,34 personas por km².

## Geografía
El municipio de Rush se encuentra ubicado en las coordenadas 38°50′24″N 83°2′52″O / 38.84000, -83.04778. Según la Oficina del Censo de los Estados Unidos, el municipio tiene una superficie total de 61.76 km², de la cual 60,59 km² corresponden a tierra firme y (1,9 %) 1,17 km² es agua.

## Demografía
Según el censo de 2010, había 3171 personas residiendo en el municipio de Rush. La densidad de población era de 51,34 hab./km². De los 3171 habitantes, el municipio de Rush estaba compuesto por el 98,11 % blancos, el 0,13 % eran afroamericanos, el 0,35 % eran amerindios, el 0,19 % eran asiáticos, el 0,06 % eran de otras razas y el 1,17 % eran de una mezcla de razas. Del total de la población el 0,28 % eran hispanos o latinos de cualquier raza.